# Hitoshi Sakimoto
Hitoshi Sakimoto (japanska: 崎元 仁?), är en japansk spelmusikkompositör född 1969. Han började jobba som frilansare 1990, och 1997 blev han anställd av SquareSoft.

## Ludografi
- Magical Chase: Kompositör
- Ogre Battle: Kompositör
- Tactics Ogre: Kompositör
- Sokyukourentai: Kompositör
- Radiant Silvergun: Kompositör
- Final Fantasy Tactics: Kompositör
- Vagrant Story: Kompositör
- Odin Sphere: Kompositör
- Valkyria Chronicles: Kompositör
- Final Fantasy XII: Kompositör (tillsammans med Nobuo Uematsu)
- Stella Deus: Kompositör (tillsammans med Masaharu Iwata)